# Vechec
Vechec est un village de Slovaquie situé dans la région de Prešov.

## Histoire
Première mention écrite du village en 1402.

## Démographie

### Évolution de la population
| Année:               | 1994. | 2004.    | 2014.    | 2024.   |
| -------------------- | ----- | -------- | -------- | ------- |
| Nombre de personnes: | 1912  | 2329     | 2819     | 3025    |
| Différence:          |       | +21,80 % | +21,03 % | +7,30 % |

| Année:               | 2023. | 2024.   |
| -------------------- | ----- | ------- |
| Nombre de personnes: | 2982  | 3025    |
| Différence:          |       | +1,44 % |